# Fargesia orbiculata
Fargesia orbiculata är en gräsart som beskrevs av Tong Pei Yi. Fargesia orbiculata ingår i släktet bergbambusläktet, och familjen gräs. Inga underarter finns listade i Catalogue of Life.